# Level C
Level C (jap. 快楽の方程式 LEVEL-C Keiraku no Houteishiki Level-C) – manga i anime z gatunku yaoi, które bazuje na miłości homoseksualnej pomiędzy dwoma mężczyznami. Jak przystało dla tego gatunku, Level-C również zawiera sceny erotyczne, które jednakże zostały nieco ocenzurowane. Bohaterami opowiadania są Kazuomi Honjiyo i Mizuki Shinohara. Spotykają się przypadkowo na przejściu dla pieszych, kiedy to dziewiętnastoletni Mizuki wpada w oko Kazuomiemu. Chwilę później mężczyźni w wyniku splotu sytuacji dzielą ze sobą mieszkanie Mizukiego, a ich z początku niepozorna znajomość zamienia się w romans i ostatecznie, przeradza w miłość.